# Longtime

Logo officiel du label.

Longtime est un label environnemental européen privé portant sur la durabilité des biens de consommation. Ce label de qualité est apposé sur les produits commercialisés qui sont certifiés conformes au cahier des charges du label par un organisme de contrôle indépendant.
Un des objectifs du label est de protéger les consommateurs du phénomène d'obsolescence programmée.

## Historique du label
Le label Longtime est créé entre 2017 et 2019 à Toulouse par la société coopérative Ethikis.

## Critères du label
Les produits labellisés Longtime sont évalués sur une base de 40 critères portant sur 
- la conception du produit ;
- la réparabilité du produit et la qualité du service après vente ;
- les garanties fournies lors de l’achat.